# Holsted Kommune
| Strukturdaten       | Strukturdaten |
| ------------------- | ------------- |
| Sitz der Verwaltung | Holsted       |
| Fläche              | 189,89 km²    |
| Einwohner           | 6.967 (2003)  |
| Kommune seit 2007   | Vejen Kommune |

Holsted Kommune war bis Dezember 2006 eine dänische Kommune im damaligen Ribe Amt in Jütland. Seit Januar 2007 ist sie zusammen mit der “alten” Vejen Kommune, der Brørup Kommune und der Rødding Kommune Teil der neuen Vejen Kommune.